# Maison du Mexique
La Maison du Mexique est l'une des résidences universitaires de la Cité internationale universitaire de Paris. Inaugurée en 1953, cette résidence de 92 chambres à l'architecture moderne accueille des étudiants et des chercheurs mexicains. Son équipement mobilier fut conçu par les architectes et designers français Charlotte Perriand et Jean Prouvé.

## Histoire
Dans les années 1920, la France invite le Mexique à participer au projet de construction de la Cité internationale. Dès 1925, un emplacement est réservé sur le site pour une résidence destinée à accueillir les universitaires mexicains. Le projet n'aboutit cependant que dans les années 1950.
En 1951, un décret publié au Journal officiel autorise le président du conseil de l'Université à accepter une donation du gouvernement du Mexique pour la réalisation de la Maison du Mexique. La construction de l'édifice est confiée à l'architecte Jorge L. Medellin, assisté de son frère l'ingénieur Roberto E. Medellin, et aux architectes et designers Charlotte Perriand et Jean Prouvé pour l'équipement mobilier,,. La première pierre de la Maison du Mexique est posée le 18 juillet de cette même année en présence du recteur de l'université de Paris Jean Sarrailh, du président de la Cité universitaire Raoul Dautry et du diplomate mexicain Francisco Vasquez Treserra. La Maison du Mexique devient la 27e fondation de la Cité.
La Maison du Mexique est inaugurée le 8 octobre 1953. Celle-ci dispose du statut de fondation reconnue d'utilité publique. Son conseil d'administration est présidé par l’ambassadeur du Mexique en France.
En 2015, le ministère de l'Education publique mexicain finance intégralement la rénovation de la Maison du Mexique à hauteur de 7,2 millions d'euros.

## Architecture
L'architecte Jorge L. Medellin a donné une architecture moderne à la Maison du Mexique, qui tranche de celle des pavillons construits précédemment au cours des années 1920 et 1930. Celle-ci est constituée de deux barres parallèles aux volumes épurés, reliées par un bâtiment de forme plus libre. L'ensemble s'articule autour d'un patio-jardin central. La façade de la Maison est ornée d'une fresque maya.
L'équipement mobilier de la maison est conçu par les architectes et designers Charlotte Perriand et Jean Prouvé. En 1952, Charlotte Perriand crée pour la Maison une bibliothèque dite Mexique, servant de séparation dans les chambres des étudiants.
En 2015, la Maison du Mexique fait l'objet de travaux de rénovation qui comprennent notamment la création d'espaces de vie collective à tous les étages et la restauration de la façade.

## Galerie

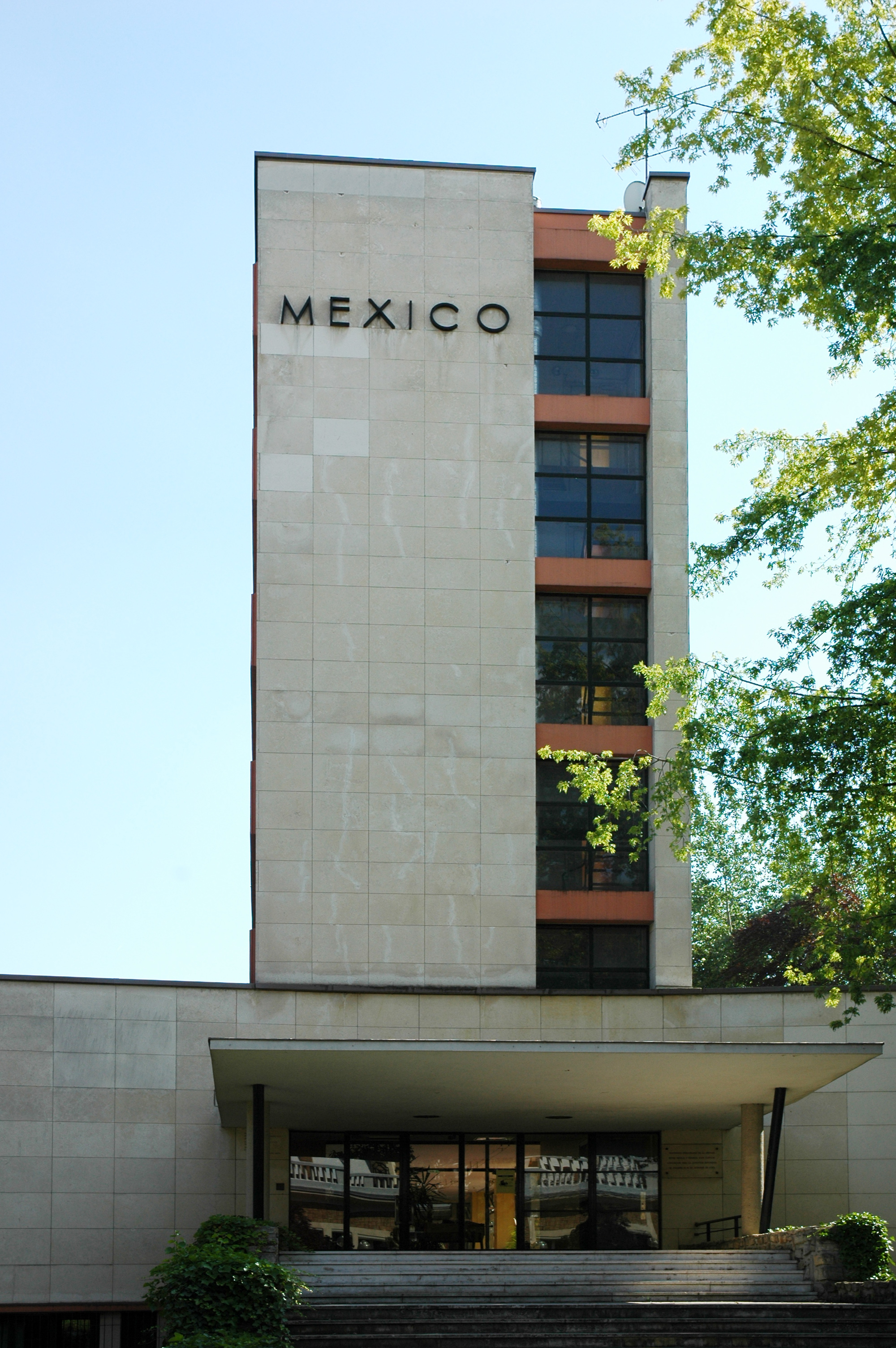
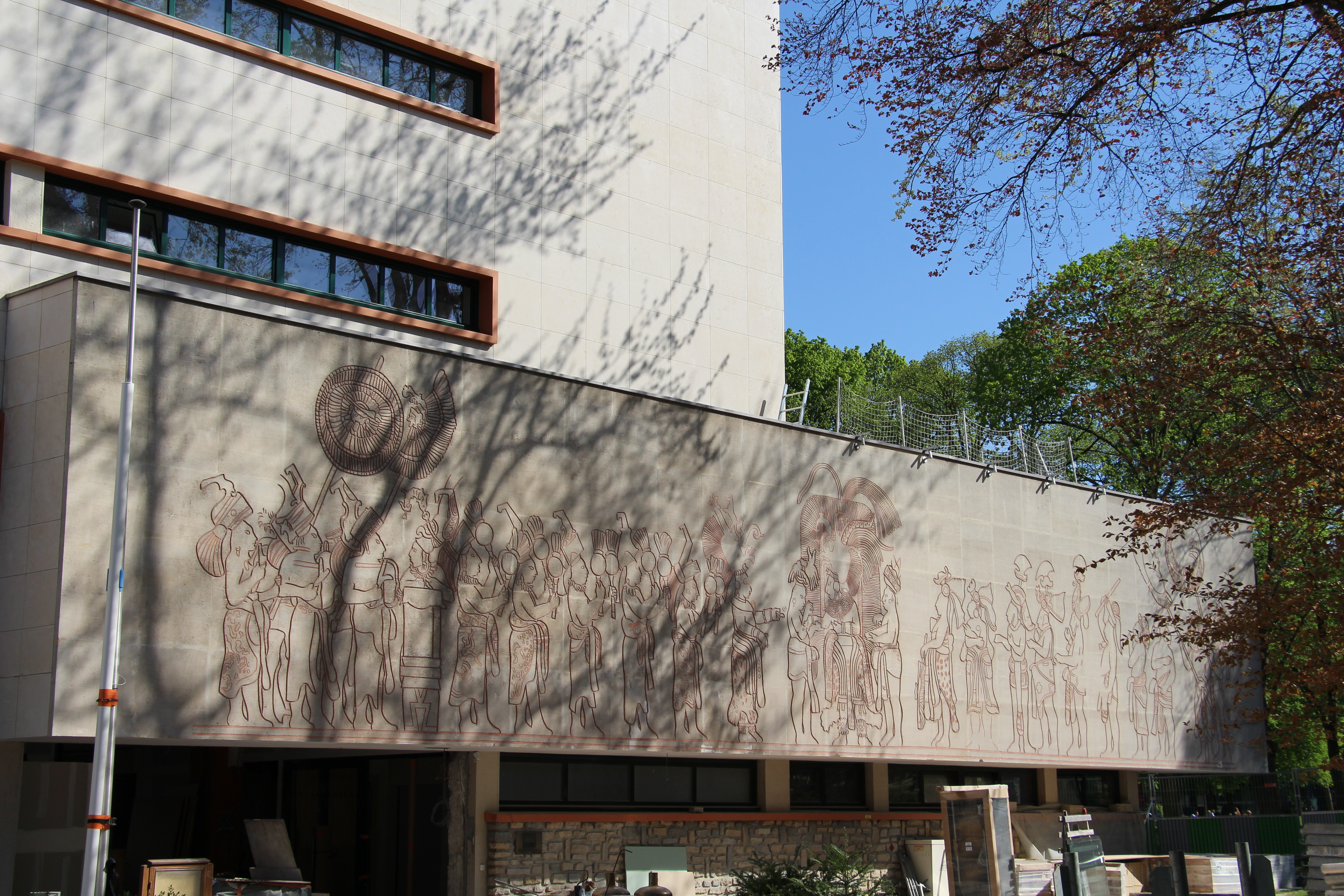
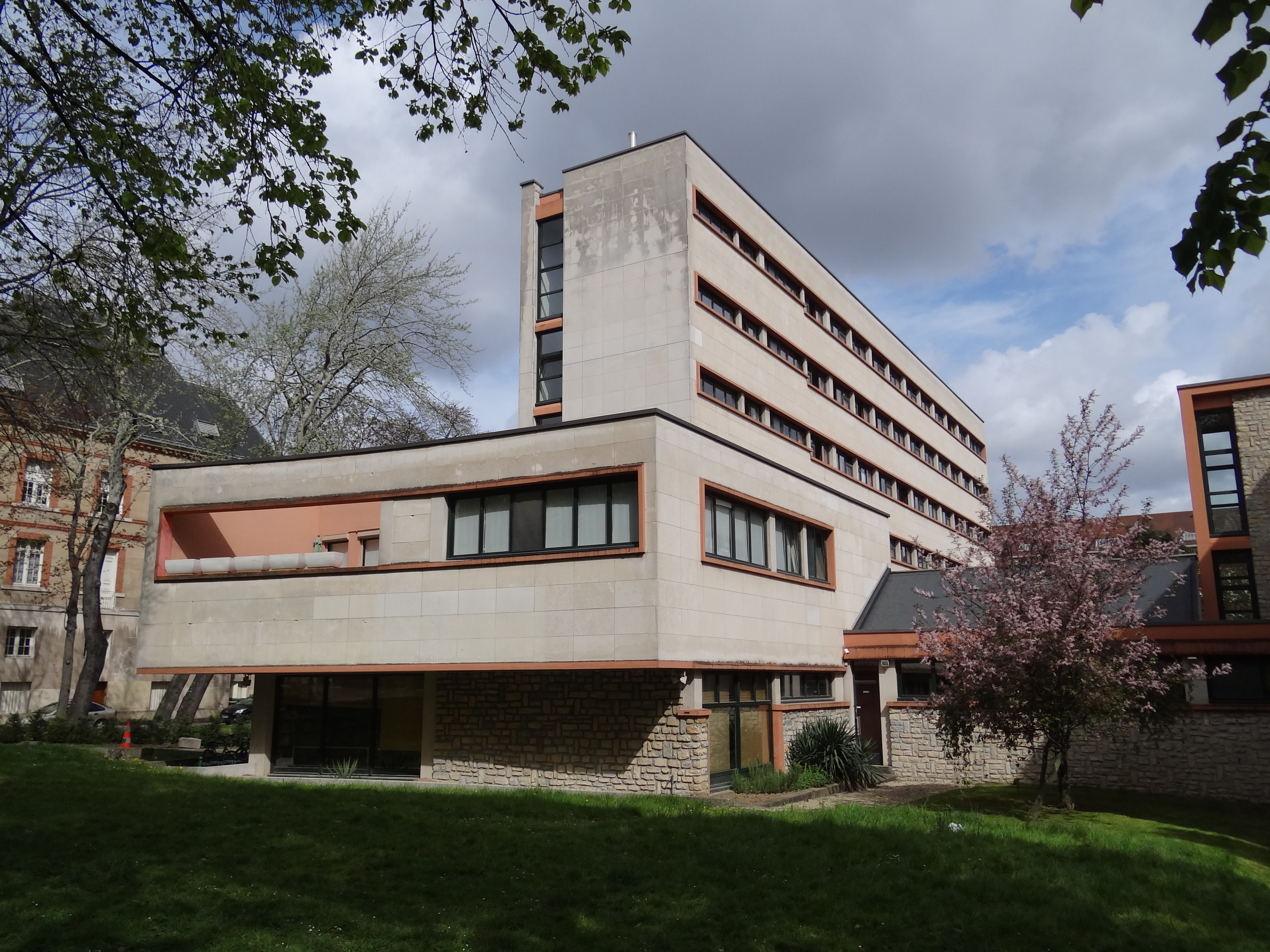
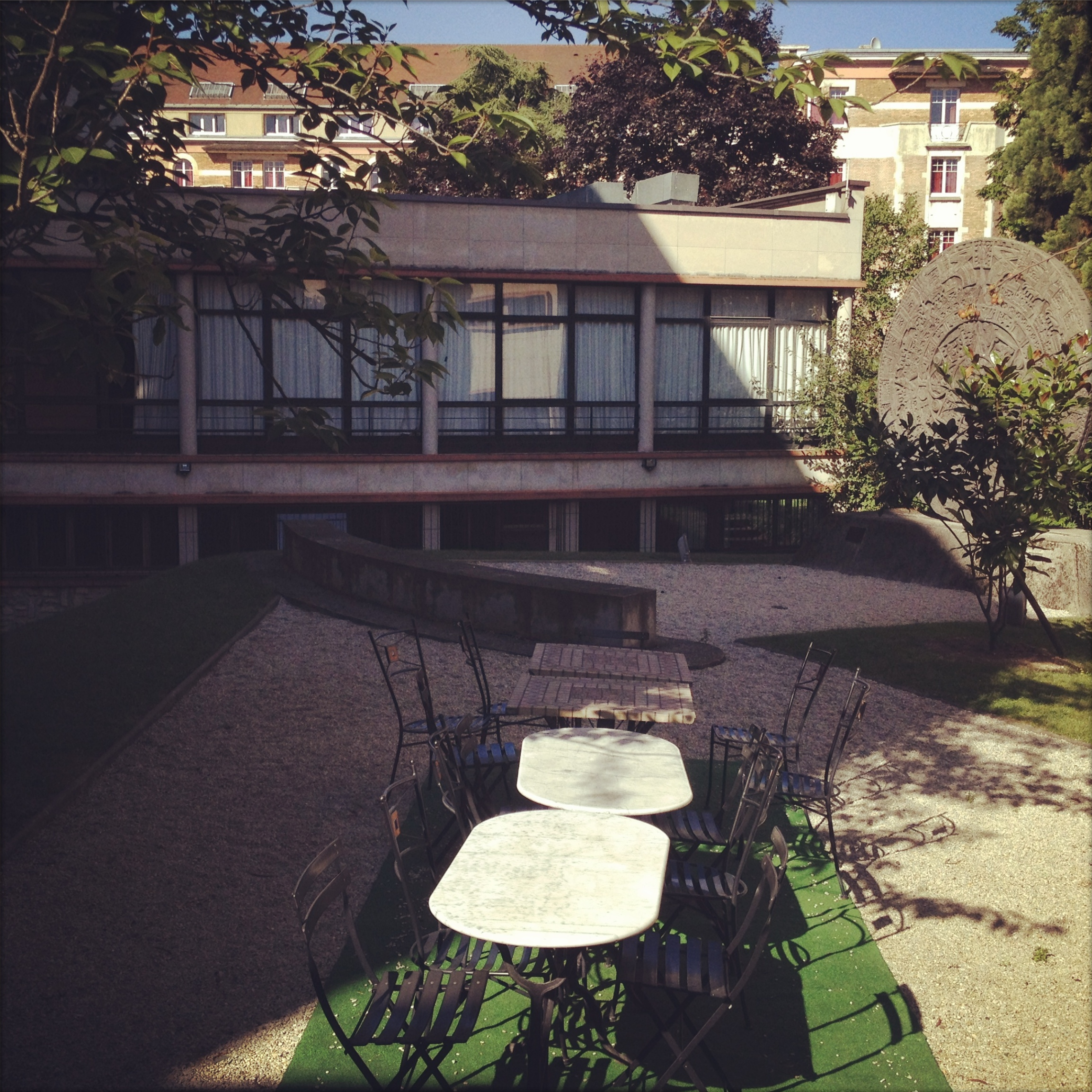